# Avortul în România
Avortul (în latină: ab „fără", ortus „naștere") reprezintă întreruperea accidentală sau provocată a sarcinii, înainte ca fătul să fie viabil. Când vine vorba de avortul în spațiul românesc și de istoria acestuia, cel mai cunoscut este Decretul 770 dat de regimul Ceaușescu în 1966, în urma căruia au murit zeci de mii de femei. Totuși, problema avortului este mult mai complexă, existând probleme încă din perioada interbelică și ajungând chiar și în prezent.
În România, avortul este un subiect sensibil, iar cel la cerere a trezit și trezește numeroase controverse în spațiul public. Opoziția împotriva avortului vine de cele mai multe ori din partea organizațiilor religioase sau sunt aduse în discuție argumentele de tip demografic, prin care se pune presiune pe femei să facă copii, chiar împotriva voinței lor.
Există două categorii principale de avort: avortul medicamentos și avortul chirurgical.  
Avortul medicamentos presupune două etape prin care se elimină sarcina nedorită. În prima etapă are loc administrarea pastilelor care au ca efect stoparea dezvoltării embrionului, deoarece blochează acțiunea progesteronului - hormonul care ajută la menținerea sarcinii. În lipsa progesteronului, endometrul se subțiază, iar embrionul se va desprinde și va muri. În a doua etapă se va administra preparatul (după 1-2 zile, fără supraveghere medicală, se ia acasă) care va provoca contractarea uterului și sângerarea vaginală pentru a avea loc expulzia conținutului sarcinii (embrionul și placenta, precum și alte țesuturi). În cazurile rare în care sarcina nu este întreruptă în urma administrării medicamentelor, medicul va efectua o intervenție pentru îndepărtarea ei (chiuretaj). Avortul medicamentos poate fi realizat numai în cazul unor sarcini mici/incipiente (până la 8-9 săptămâni).
Avortul chirurgical se poate realiza prin două tehnici, în funcție de vârsta sarcinii. În primul trimestru de sarcină (5-12 săptămâni) se va utiliza aspirația manuală cu vacuum implică aspirația țesuturilor uterului cu un tub de mici dimensiuni. În al doilea trimestru de sarcină (în jurul perioadei de 12 săptămâni) se utilizează o tehnică chirurgicală care presupune dilatarea forțată, chiuretajul și aspirarea cu vacuum, pentru eliminarea fătului și a placentei din uter. 

## Perioada interbelică
Până în 1936, când a fost adoptat un nou Cod Penal, România a funcționat după cel emis prima dată sub Alexandru Ioan Cuza în 1864, cu prevederi împrumutate din Codul Penal Francez și Codul Penal Prusian. Sub articolul 246, avortul era pedepsit cu închisoarea atât pentru persoana gravidă, cât și pentru medicii, moașele sau alți specialiști care acceptau să facă avort. Oricine ar fi ajutat o altă persoană să facă avort prin orice mijloc disponibil putea fi acuzat sub Codul Penal și trimis la închisoare.
Pe fondul Marii Crize Economice, tot mai multe feministe au început să ia poziții privind avortul. Reprezentantele Asociației Cercurilor de Gospodine au elaborat un proiect de lege ce obliga doctorii și moașele care asistau la avort sau facilitau avortul să raporteze procedura în termen de trei zile, altfel riscau amendă sau suspendarea dreptului de a practica până la 12 luni. Inițiatoarele legii erau, însă, de acord cu avortul terapeutic, adică avortul făcut din considerente medicale, cu condiția ca acesta să fie aprobat de doi medici.
În 1934, Maria Baiulescu a publicat în „Ziarul Nostru”, publicație feministă susținută de Asociația pentru Emanciparea Civilă și Politică a Femeii Române, un articol în care se poziționa împotriva dreptului la avort. Făcând apel la argumente religioase și naționaliste, care priveau sarcina și maternitatea ca datorii față de țară, autoarea susține că femeia nu este stăpână pe corpul ei, ci că ea aparține familiei și statului. De cealaltă parte, Medeea Niculescu publica în „Cuvântul femeilor” eseuri ce încurajau acordarea dreptului la avort. Ea considera sarcina forțată ca fiind un atentat la libertatea femeii și o catastrofă socială, din moment ce se vor naște mulți copii în nevoia de asistență din partea statului, sistemul neputând să facă față.
Un moment important în mișcarea feministă privind avortul se va întâmpla în mai 1932, la Congresul de la Iași al Asociației pentru Emanciparea Civilă și Politică a Femeii Române. Se va isca o dezbatere aprinsă între feministele ce erau de acord cu legalizarea avortului și cele care susțineau interzicerea lui. Calypso Botez, Elena Meissner, Ella Negruzzi și Ortansa Satmary au adus în discuție argumente economice și sociale pentru a justifica liberalizarea avortului. În urma anchetelor consiliilor comunale, s-au constata mizeria și bolile la care erau expuse femeile ce locuiau la periferia orașelor, astfel acest lucru ar cere o limitare a natalității. Mai mult decât atât, ele au punctat că interesul statului era mai degrabă legat de mortalitatea infantilă, decât de cea maternă, acesta fiind dispus să sacrifice femeile gravide pentru viața fătului. Eugenia Popovici, Henrieta Gavrilescu și Maria Dimitriu-Castano, au susținut că avortul, în caz că va fi liberalizat, va deveni o scuză pentru femeile burgheze pentru a scăpa de maternitate, în dorința de a conserva frumusețea corpurilor lor. Pentru ele, avortul nu era legat de argumente economice, ci de dorința anumitor femei de a-și păstra libertate și de a nu-și îndeplini datoria de mamă. 
Deoarece opiniile asupra avortului erau diverse, Congresul s-a încheiat fără asumarea unei poziții oficiale de către Asociație. 
Ca urmare a dorinței adoptării unui nou Cod Penal, medicii au fost întrebați de către Parlament cu privire la subiectul avortului. Aceștia au fost în favoarea avortului social și al celui în caz de malformații ale fătului. Într-adevăr, în Codul Penal din 1936, avortul terapeutic și cel în caz de malformații ale fătului au fost legalizate. Cu toate acestea, avortul voluntar rămânea ilegal, cu pedepse de 3-5 ani pentru oricine provoca avortul și de 7-10 ani, în caz că avortul determina moartea femeii gravide.
Se făceau diferențe între persoanele căsătorite care avortau și cele necăsătorite. Articolul 482 prevedea că femeile căsătorite primeau între 6 și 12 luni de închisoare pentru avort, în timp ce cele necăsătorite primeau între 3 și 6 luni. În cazuri de urgență, medicul putea interveni fără aprobare, dar era obligat să anunțe Parchetul la cel mult 48 de ore după procedură. În alte cazuri, medicul avea nevoie de aprobarea Parchetului pentru a putea face avortul. Sarcina era evaluată de o comisie de 3 medici, care ofereau un aviz.

## Perioada 1957 - 1966
România a urmat ordinele conducerii Uniunii Sovietice, iar pe 25 septembrie 1957 a fost legalizat avortul prin Decretul 463. În document se precizează că întreruperea sarcinii  putea fi realizată la cererea femeii și că procedura „se efectuează în instituțiile medico-sanitare de stat”, potrivit Ministerului Sănătății și Prevederilor Sociale.

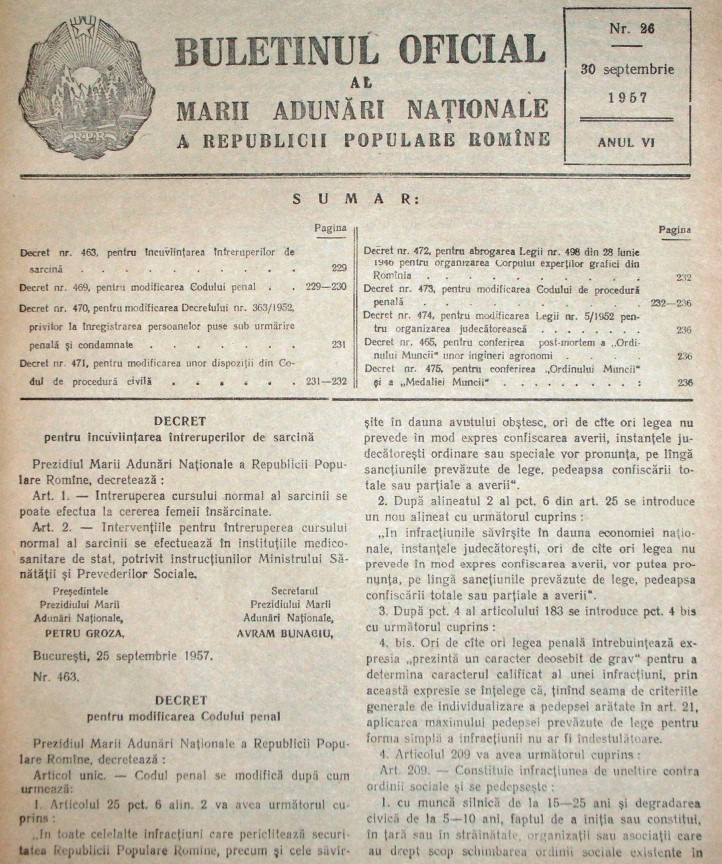

Centrele de avort erau organizate în spitale mari și medii, iar unitățile de ambulatoriu erau deținute de fabricile industriale care aveau o forță de muncă preponderent feminină. Femeile puteau solicita întreruperea sarcinilor nedorite în primele trei luni, nefiind nevoie de aprobarea prealabilă a unei comisii de avort.
Spre deosebire de reglementările din alte țări socialiste din Europa Centrală și de Est, nu au fost necesare formalități birocratice ample. Cu toate că date precum:  numele, vârsta, numărul de nașteri/avorturi anterioare și ocupația au fost înregistrate într-un registru, acestea nu erau verificate pentru veridicitate.
În cartea „Abortion Legislation: The Romanian Experience”, autorii au scris că cele mai multe avorturi erau efectuate în regim ambulatoriu, pacienta fiind internată în camera de recuperare pentru câteva ore. Avortul nu era gratuit, ci costa 28 de dolari (valoarea din prezent), iar medicul primea jumătate. 
Legea permitea medicilor să efectueze maxim 10 avorturi pe zi. Sarcinile cu o durată mai mare de trei luni puteau fi întrerupte numai în spitale și numai după ce fusese primită aprobarea medicală a comisiei de avort. Aceeași sursă menționează că statisticile despre avort în România nu erau disponibile. 
Un studiu realizat în 1965, arată că în anul 1958 au fost efectuate 112.000 de avorturi. Numărul întreruperilor de sarcină a crescut la 219.000 sau aproape dublu în 1959. Deși nu sunt reprezentative pentru întreaga țară, rapoartele parțiale de la București și din alte orașe mari din România sugerează că femeile au căutat în mod repetat să efectueze avorturi și că rata a crescut în anumite zone geografice din țară în perioada 1960-1962.
Un exemplu oferit în studiu face referire la Filantropia, cel mai mare spital ginecologic din București, și se precizează că raportul dintre avorturi și nașteri a crescut de la 0,6 avorturi la o naștere în 1956, la 8,1 în 1959 și la 14,1 până în iulie 1962. Doar 1,0% dintre avorturile provocate au fost întrerupte din motive medicale. Autoarea sugerează că un procent semnificativ de avorturi au reprezentat sarcini nedorite și că întreruperile au avut loc din motive socio-economice sau din alte motive personale. 
Câteva statistici despre avort au devenit disponibile după 1959. În 1966 a fost prezentat Plenului Comitetului Central al Partidului Comunist Român de către Ministerul Sănătății un raport în care se afirma că „numărul avorturilor a continuat să crească, atingând cifra de 1.115.000 în 1965” (patru avorturi pentru fiecare naștere a unui copil viu).
Pe parcursul deceniului natalitatea în România a continuat să scadă, de la 24,2 la 1.000 de locuitori în 1956, cu un an înainte de liberalizarea legii avortului, la 14,3 în 1966, mai arată studiul. 
De asemenea, se menționează că autoritățile române au spus că „afișe cu instrucțiuni despre contracepție au fost afișate pe scară largă în centrele de avort, iar medicii au fost obligați din punct de vedere tehnic să ofere instrucțiuni privind utilizarea metodelor contraceptive sau să sugereze inserarea unui DIU după efectuarea unui avort”. Se menționează că există îndoieli considerabile cu privire la cât de multe instrucțiuni s-au produs efectiv.

## Perioada 1966-1989

### Decretul 770
În toamna anului 1966, Nicolae Ceaușescu abrogă Decretul 463 — cel adoptat în anul 1957 prin care predecesorul lider comunist, Gh. Gheorghiu Dej liberalizase avorturile conform vederilor clasice de stânga — și emite Decretul 770 pe 1 octombrie.
Decretul 770, promulgat sub semnătura lui Chivu Stoica, interzicea efectuarea avortului, cu excepția următoarelor cazuri:
- sarcina pune viața femeii într-o stare de pericol care nu poate fi înlăturat printr-un alt mijloc;
- unul din părinți suferă de o boală gravă, care se transmite ereditar, sau care determina malformații congenitale grave;
- femeia însărcinată prezintă invalidități grave fizice, psihice sau senzoriale;
- femeia este în vârstă de peste 45 de ani;
- femeia a născut patru copii și îi are în îngrijire;
- sarcina este urmarea unui viol sau a unui incest.

România s-a plasat „alături de China cu ale sale politici ale avortului silit și de Germania nazistă cu politicile sale pro și antinataliste bazate pe criterii rasiale”, arată Raportul de condamnare a regimului comunist.
Rapoartele oficiale arată că 9.452 de femei au fost înregistrate în statisticile privind mortalitatea maternă, dar cifrele nu includ miile de avorturi făcute clandestin. În prezent, nu există suficiente date despre dimensiunea fenomenului și nici despre dramele femeilor care au fost victime ale decretului. 
În perioada Ceaușistă nu existau măsuri contraceptive, iar majoritatea femeilor care doreau să nu nască ajungeau să folosească diverse soluții improvizate precum  rădăcină de leandru, fus și sonde, să se infecteze și să ajungă în stare gravă la spital. Dr. Sorin Puia, medic la Maternitatea Giulești încă din perioada comunistă, a povestit într-un interviu pentru Adevărul că femeile „ajungeau în faza tardivă la spital”, iar medicii aveau 2 variante: „Prima, și cea mai favorabilă, era aceea de a le face un chiuretaj, iar a doua consta în operație: să le facem histerectomie, să le eliminăm uterul. Această a doua variantă a dat mulți morți.”
Medicul a spus că femeilor le era frică de Miliție și că se făceau controale săptămânale în spitale, iar chiuretajele trebuiau anunțate la procuratură. De multe ori, operațiile de urgență se făceau doar cu aprobarea milițianului sau a procurorului din spital, iar aceștia stăteau chiar în sala de operații ca să verifice dacă medicul poate interveni sau nu.
„Uneori, când făceam câte un chiuretaj, îi simțeam răsuflarea în ceafă, urmărindu-mă ce scot din uterul femeii și ce pun în recipientul care era trimis la laborator. Asta era imposibil de suportat.”, a spus Adrian Sângeorzan, doctor ginecolog, Brașov în filmul „Născuți la comandă. Decrețeii”.
În ciuda Decretului 770, femeile din România nu doreau să devină „mașinile de făcut copii ale regimului.” Deși pedepsele erau aspre, în câțiva ani s-a dezvoltat o adevărată industrie a avorturilor clandestine.
În 1969, la doi ani după interzicerea avorturilor, Ceaușescu reușise să dubleze natalitatea și să „producă” primul milion de copii peste sporul natural al populației. În anii '60, avortul era unica metodă contraceptivă. Interzicerea lui a dus la apariția multor copii nedoriți. La un an după impunerea restricțiilor, rata natalității se dublase. Propaganda s-a pus în mișcare în favoarea creșterii natalității.
La începutul anilor '80, România începuse să aibă probleme economice, iar viața oamenilor ajunsese să fie mai grea decât înainte, astfel că și dorința de a avea copii era mai scăzută. Pentru a nu scădea natalitatea, autoritățile au impus noi restricții.
În 1985 limita de vârstă de la care se putea face un avort legal a fost ridicată de la 40 la 45 de ani, prin Decretul 411/1985. În același timp, numărul de copii pe care trebuia să îi aibă o femeie ajunsese la cinci.
Au fost impuse controale ginecologice periodice care aveau scopul de a descoperi sarcinile și să supravegheze femeia până la naștere. Femeile care munceau și refuzau să se supună controalelor ginecologice, nu mai primeau asistență medicală sau stomatologică, le erau revocate pensiile și asigurările sociale. Medicii din fabrică beneficiau de salarii complete doar dacă femeile angajate atingeau cota lunară de nașteri stabilită de stat. Mai mult decât atât, cuplurile căsătorite care nu făceau copii după doi ani de căsătorie și nu aveau un certificat care să ateste infertilitatea unuia din parteneri, trebuiau să plătească taxe suplimentare.
Medicul ginecolog Adrian Sîngeorzan a spus că în acea perioadă importul de medicamente și reactivi pentru spitale a fost oprit, astfel că testele de sarcină erau făcute cu „ajutorul unui mascul de broască, un procedeu descoperit și folosit în medicina secolului al XIX-lea, care se baza pe reacția specifică a animalului când venea în contact cu urina unei femei gravide”.
Cu toate acestea, nici supravegherea continuă a gravidelor, medicilor, moașelor, farmaciștilor și secțiilor de obstetrică - ginecologie din spitale, nici spectrul Securității omniprezente și nici amenințarea cu desfacerea contractelor de muncă sau cu închisoarea nu au dat rezultatele scontate.
66% din totalul întreruperilor de sarcini au fost avorturi spontane, majoritatea efectuate în timpul gărzilor de noapte sau în afara programului de lucru, când supravegherea și controlul erau mai reduse, lucru care „creează premisa concluziei că o mare parte din avorturi au constituit cazurile provocate și nu cele fortuite”
Femeile gravide apelau la tehnici de avort care le puneau viața în pericol. Unele foloseau ace de tricotat, altele își introduceau plante în colul uterin, care, dacă erau lăsate prea mult timp, provocau necroza colului, la sterilitate și, uneori, la moarte.
Doctora Doina Boros a relatat pentru jurnalul Off our Backs o metodă de contracepție folosită de femeile din Transilvania:  „În Transilvania exista o rată de avort mult mai mică decât în orice altă zonă a României, deoarece femeile de acolo aveau o tradiție. După ce făceau toți copiii pe care și-i doreau, își luau verighetele de aur și le introduceau în colul uterin, unde funcționau ca sterilete... aurul servind ca un contraceptiv în același mod în care cuprul o face pentru dispozitive oficiale”.
Studiul referitor la situația natalității, prezentat lui Ceaușescu în 1966, arăta că de la liberalizarea avorturilor prin Decretul din 1957 rata natalității în mediul rural scăzuse de la 32,6% la 15%, iar numărul avoturilor la cerere ajunse la aproape 1 milion. Imediat după Decretul din 1966, numărul nașterilor s-a dublat, dar până la finele lui 1967 rata natalității deja înregistra un ușor declin, iar avorturile au crescut din nou.
În 1983 rata natalității și rata totală a fertilității erau aproximativ aceleași ca în 1966. De fapt, în 1966 natalitatea era 14,3 la mie, iar în 1989 de 16 la mie, departe de 20 cum voia Ceaușescu.
Una dintre consecințele acestei politici criminale au fost zecile de mii de copii abandonați de femeile care nu-i mai puteau crește. Sărăcia, privațiunile devenite sistemice, lipsa mâncării, a curentului electric, frigul din case, teroarea instituită de sistem sub masca „umanismului profund” au fost doar parte a fenomenului abandonului.
Un exemplu elocvent îl constituie Centrul de Recuperare și Reabilitare pentru Persoane cu Handicap de la Cighid, comparat cu un lagăr de concentrare pentru condițiile inumane de cazare și întreținere a copiilor internați aici. La aceasta se adaugă răspândirea dramatică a cazurilor de SIDA, datorată în special ignorării de către regim a acestei probleme (considerată specifică capitalismului), ceea ce a condus la utilizarea (în special în orfelinate) a seringilor nesterilizate și a efectuării de transfuzii fără verificarea sângelui folosit.
Explozia demografică a condus la dezechilibrarea distribuției de vârstă a populației. Generațiile numeroase de “decreței” — cum erau numiți ironic copiii născuți în acea perioadă — au necesitat costuri suplimentare pentru creștere, educație, asistență medicală și formare profesională.
Potrivit UNICEF, 700 de orfelinate adăposteau în jur de 100.000 de copii. Peste 60% dintre copiii internați în aceste adevărate ghetouri din care lipseau hrana, asistența medicală, medicamentele și elementara căldură.

## Perioada după 1989

### Avortul
Imediat după Revoluția din 1989, au fost abrogate decretele 770 și 411 și a fost trecut Decretul-lege 1/27.12.1989, care prevede, la articolul 8, disponibilitatea la cerere a avorturilor în primele 3 luni de sarcină, doar cele terapeutice fiind permise după acest termen sau cele în cazul în care unul dintre părinți are o boală ereditară. Dincolo de legalizarea avorturilor, vor deveni disponibile și mijloacele de contracepție, anterior ilegale sub regimul ceaușist. Gail Kligman spune în lucrarea sa din 1992 că “Revoluția de la 1989 a eliberat trupurile majorității femeilor din strânsoarea dură a statului patriarhalist și le-a acordat din nou un control de bază, chiar dacă minim, asupra vieții lor”.
Cererea pentru avort era atât de mare odată cu legalizarea sa, încât, pentru a face față, clinicile primeau de la asociații partenere instrumente destinate procedurilor de aspirație vacuum manuală (MVA) și electrică (EVA). Este estimat că spitalele făceau între 70 și 100 de avorturi pe zi în vara lui 1990 - cererea era la fel de ridicată ca în ianuarie 1990, când decretul intrase în funcție. Datele OMS arată că, în 1990, în România au avut loc 1 milion de avorturi, de trei ori mai multe decât nașteri. Unii doctori raportau că făceau până la 3 avorturi pentru o singură femeie în decursul unui an.
Dezincriminarea avortului a dus la reducerea mortalității materne cu până la 50% față de 1989. În 1990, existau 83 de morți materne la 100.000 de nașteri. Mai mult decât atât, decesele din cauza avorturilor au reprezentat 69% din morțile materne, în scădere față de 87% în 1989.
Avortul era văzut de cei mai mulți ca o metodă de contracepție. În August 1990, mai multe femei au fost oprite aleatoriu pe stradă și întrebate ce este contracepția. Foarte multe nu au știut, iar, cele care au răspuns, au spus că preferă avortul ca metodă contraceptivă datorită prețului scăzut și accesibilității.
În 1991, costul avorturilor a crescut de la 30 de lei (aproximativ 2 dolari la schimbul de atunci) la 500 de lei, pentru a descuraja practica. Cu toate acestea, medicii ginecologi și-au exprimat îngrijorarea legată de această decizie, în mare parte pentru că femeile sărace nu și-ar permite procedura și ar apela la persoane necalificate medical, revenind la problemele dinainte de 1989. Femeile care aveau resurse financiare deja făceau avort în clinici private datorită gradului mai mare de atenție și condițiilor mai sterile. Ulterior, prețul va fi redus la doi dolari din nou după cum arată studiile din 1995 și 2004.
Într-un interviu, doctora Doina Boros povestește despre cum femeile din România au experiență cu avortul și îl văd ca pe o practică familiară, acestea fiind motivele pentru care îl aleg în locul contraceptivelor moderne: “în România, toate femeile sunt educate cu privire la avort... este la fel de obișnuit ca spălatul pe dinți”.
Deși avortul devenise legal, acest lucru nu a oprit practica avorturilor în afara cabinetelor medicale. Ele aveau loc din cauza lipsei de încredere a femeilor gravide în sistemul de sănătate. Un studiu făcut de publicația The Guardian în 1990 estimează că o femeie româncă va fi trecut în medie prin cel puțin cinci avorturi ilegale până la vârsta de 40 de ani. 128 din 154 de morți materne erau atribuite avorturilor clandestine în primele opt luni ale lui 1990. În 1999, doar 1% din avorturile efectuate erau ilegale.
O altă practică ce a rămas ca o amintire a perioadei Decretului 770 este cea a oferirii cadourilor neoficiale cadrelor medicale pentru a te asigura că procedura decurge bine. Ea vine pe fondul salariilor mici ale specialiștilor, care au văzut în avorturi un mod de a face bani, din moment ce avorturile la cerere nu erau decontate de către stat.
Existau și femei care aveau dreptul la întreruperi de sarcină gratuite. Din această categorie făceau parte studenții, elevii, femeile care nu aveau un loc de muncă sau resurse financiare, femeile care aveau mai mult de 4 copii. Însă, de multe ori, ei plăteau pentru servicii deoarece fie nu puteau demonstra nevoia financiară, fie nu știau că au dreptul la gratuitate.
În 1996, este introdus în Codul Penal articolul 185, care pedepsește avortul efectuat după 14 săptămâni. Excepție face cel terapeutic.
În perioada 1993-1999, conform Chestionarului pe Drepturi Reproductive aplicat în România pentru a vedea starea sistemului de sănătate reproductivă, rata avorturilor la cerere a scăzut cu 35%. Dacă media de avorturi făcute de o femeie era 3.4, acum era 2.2. Mortalitatea maternă a scăzut de la 170 de decese la 100.000 de nașteri în 1989, la 22 de decese la 100.000 de nașteri în 2002. Din cele 22, doar 9 erau cauzate de avorturi, adică 40% din decese materne erau cauzate de avorturi, în scădere față de 69% în 1990. Mai mult, între 1990 și 2002, rata avorturilor la cerere a scăzut cu 85%. 
Istoria sângeroasă a decretului 770 nu a fost suficientă pentru a arăta că interzicerea avorturilor nu funcționează, astfel, în 1997, un parlamentar din Partidul Național Țărănesc Creștin Democrat propune legea 646/1997 ce făcea ilegale întreruperile de sarcină. Propunerea a primit aviz pozitiv din partea Comisiei pentru Sănătate, dar a fost respinsă de Comisia pentru Drepturile Omului. Legea nu a trecut.
În 2003, Ministerul Sănătății a lansat Strategia pentru Drepturi Reproductive, iar în 2004, Parlamentul a aprobat Legea Sănătății Reproductive, care explica limitele legale ale contracepției și avortului.
Tot în 2003, un deputat al Partidul Social Democrat propune un proiect de lege ce avea în vedere consiliera obligatorie în caz de avort la cerere. Persoana gravidă trebuia să obțină o adeverință medicală care atestă că a trecut prin această consiliere și era impusă o limită de 48 de ore din momentul consilierii și până a putea face întreruperea de sarcină. PL 217/2003 a fost adoptat de Camera Deputaților și de Senat și trimis, în 2004, către președintele României pentru a fi promulgat. Președintele a trimis proiectul pentru reexaminare către Camera Deputaților în 2004. Propunerea legislativă este, din nou, adoptată de cele două camere ale Parlamentului, ca, mai apoi, președintele să o sesizeze ca fiind neconstituțională. Curtea Constituțională a României a acceptat motivele de neconstituționalitate descrise de președinte în 2005. În 2006, Camera Deputaților a adoptat pentru a treia oară proiectul, ca acesta să fie, în cele din urmă, respins de Senat.
În 2008, o fetiță de 11 ani, care a fost victima unui viol și a descoperit sarcina la 17 săpătmâni, a fost nevoită să călătorească până în Marea Britanie, unde limita este de 24 de săptămâni, pentru a face întreruperea de sarcină, din moment ce legea din România nu permitea excepții pentru mamele minore (ele puteau face avort tot până la 14 săptămâni, care era limita legală). Legea nu s-a schimbat pentru a aplica termene diferite în cazul în care sarcina este consecința unui abuz sau violențe sexuale, ci limita de 24 de săptămâni din Marea Britanie, considerată limita la care fătul poate supraviețui în afara uterului, i-a determinat pe parlamentarii români să introducă un articol în noul Cod Penal care ar fi pedepsit orice avort făcut după 24 de săpătmâni, inclusiv cel terapeutic. Acest lucru însemna că medicii nu puteau interveni în cazul în care viața femeii gravide era în pericol. Societatea civilă a atras atenția asupra acestui aspect, care nu era în conformitate cu standardele internaționale ce incurajau protecția vieții femeii gravide. Articolul nu a fost aprobat.
Conform actualului Cod Penal, articolul 201, avortul este permis la cerere până în săptămâna a 14-a de sarcină. Medicii care efectuează avorturi după aceasta limită, cu excepția întreruperilor de sarcină terapeutice, riscă amendă sau închisoare de la 6 luni la 3 ani. Dacă persoana gravidă moare în urma procedurii ilegale, atunci pedeapsa este de până la 12 ani de închisoare. Conform alineatului 7, “nu se pedepsește persoana gravidă care își întrerupe sarcina”.
În 2014, a avut loc o manifestație feministă ce a comemorat cele aproape 10.000 de victime oficiale ale decretului 770 din timpul perioadei comuniste - decret ce a interzis avorturile, împingând femeile gravide să recurgă la avorturi clandestine. Participanții au cerut dreptul la întreruperi de sarcină gratuite, la educație sexuală și contracepție accesibilă. Ei și-au dorit asumarea de către statul român a istoriei.
În 2019, Centrul Filia a efectuat o cercetare cu privire la accesul femeilor gravide la avort. Au fost interogate 217 spitale din România, dintre care au răspuns 158. Doar 40 de spitale din 25 de județe făceau întreruperi de sarcină la cerere oricând - niciunul din spitale nu era din Municipiul București. Taxa pentru avort varia de la 100 de lei la 650 de lei și aveai nevoie de cardul de sănătate, actul de identitate și o dovadă a sarcinii. Mai mult, unele spitale cereau trimitere de la medicul de familie pentru a putea face întreruperea de sarcină, deși acest document nu este necesar.
O investigație a Jurnalului Decretului în 2021 a arătat că din 116 spitale investigate, 76 făceau avorturi la cerere, însă doar 11 aveau o procedură scrisă legat de această decizie. Cele 34 care refuzau să facă întreruperi de sarcină la cerere, doar două aveau decizii administrative în acest sens. 
Datele culese de jurnaliști relevă următoarele realități în 2021:
- „La nivel de clinici specializate de obstetrică-ginecologie, din cele nouă naționale, două nu fac întreruperi la cerere. La Maternitatea Brașov procedura nu mai este oferită din 2015. La Maternitatea Cuza Vodă din Iași procedura nu mai este oferită de cel puțin șase ani.”
- „La Maternitatea din Galați se oferă doar avorturi la cerere medicamentoase, nu și chirurgicale.”
- „La nivelul spitalelor județene de urgență, avem 6 unități care nu fac întreruperi de sarcină. Vorbim de spitalele din Neamț, Vaslui, Călărași, Olt, Dolj și Satu Mare.”
- „La nivelul celor 61 de spitale municipale avem 25 de unități care nu fac avorturi la cerere.”
- „În rândul celor cinci spitale de urgență din București către care am trimis solicitări, unul nu face avorturi la cerere. Este vorba de Spitalul Universitar de Urgență Militar Central „Dr. Carol Davila”. Spitalul Universitar de Urgență București face doar avorturi medicamentoase.”

Nu există nicio lege care să interzică avorturile în spitalele de stat, însă medicii pot refuza să facă întreruperi de sarcină din considerente morale, unii invocând Jurământul lui Hippocrate. Spitalele sunt, însă, obligate să ofere o alternativă femeilor gravide care vor această procedură.
Refuzul avorturilor nu le oprește, ci le mută către privat. În timp ce în județul Neamț s-au înregistrat 0 cereri de întrerupere de sarcină în spitalele publice, s-au înregistrat peste 2000 în sistemul privat. În 2020, 47% dintre avorturile făcute erau în cabinete private, în creștere față de 33,1% în 2017. Și prețurile sunt mai mari la privat - în spitalele publice un avort ajunge la 600-700 de lei, dar în mediul privat se ridică până la 1200 de lei. O parte din medici refuză să efectueze avorturi în spitalele publice, dar își creează cabinete private unde oferă acest serviciu. Mai mult decât atât, numărul real al avorturilor la privat este mai mare, din moment ce specialiștii nu au obligația să raporteze datele.
Conform unui articol scris de Diana Meseșan pentru Libertatea, în 2021 62% dintre avorturile la cerere au fost făcute în mediul privat. Nu s-a făcut niciun avort public în 11 județe, iar în Vâlcea și Olt întreruperile de sarcină nu erau disponibile nici la stat, nici la privat. Prețurile procedurilor variază între 100 de lei și 1000 de lei în spitalele publice și între 1200 de lei și 4500 de lei în cabinete și clinici private.
În 2022, Irina Mateescu, parte a Asociației Moașelor Independente, a lansat o platformă online, numită Avort Online, pentru informații despre avort și pentru a ajuta femeile care au nevoie de servicii reproductive.
Abortion Support Network, o asociație care oferă finanțare și informații pentru persoanele care trebuie să călătorească pentru a avea access la întrerupere de sarcină deoarece procedura nu este permisă în țara lor, și-a extins aria de acțiune și în România. Conform website-ului lor, „Abortion Support Network este aici pentru a ajuta pe oricine din România care dorește informații cu privire la obținerea de pilule pentru avortul medicamentos, pe oricine care are nevoie de ajutor financiar pentru a face un avort în România (până la 14 săptămâni), sau pe oricine care are nevoie de ajutor pentru a face avort în străinătate (peste 14 săptămâni)”.
În România, minorul își poate da consimțământul privind avortul de la 16 ani, conform articolului 661 din Legea nr. 95/2006 privind reforma în domeniul sănătății: “Vârsta legală pentru exprimarea consimțământului informat este de 18 ani. Minorii își pot exprima consimțământul în absența părinților sau reprezentantului legal, în următoarele cazuri: a) situații de urgență, când părinții sau reprezentantul legal nu pot fi contactați, iar minorul are discernământul necesar pentru a înțelege situația medicală în care se află; b) situații medicale legate de diagnosticul și/sau tratamentul problemelor sexuale și reproductive, la solicitarea expresă a minorului în vârstă de peste 16 ani”.

### Contracepție și planificare familială
După Revoluție, Ministerul Sănătății a organizat o divizie care să se ocupe special de sănătatea femeilor și a copiilor, divizie menită să informeze asupra planningului familial, contracepție și instruirea cadrelor medicale. Au fost elaborate mai multe parteneriate pentru a întări sistemul de sănătate cu asociații internaționale precum International Planned Parenthood Federation (IPPF), Fondul ONU pentru Populație (UNFPA) și Organizația Mondială a Sănătății (OMS).
În august 1990, Ministerul Sănătății organizează 119 cabinete de planificare familială în spitalele și clinicile din România. Tot în 1990, Societății pentru Educație Contraceptivă și Sexuală (SECS) îi revin îndatoririle de a promova educația sexuală, de a informa populația cu privire la contracepție, de a face cercetări pe aceste subiecte în vederea îmbunătățirii accesului la servicii reproductive și de a se ocupa de formarea cadrelor medicale.
Contraceptivele rămân greu de accesat și în 1992, deși câteva bariere fuseseră dărâmate. Spre exemplu, puteai achiziționa prezervativele din magazinele de tutun, însă pastilele și steriletele se puteau găsi doar în farmacii sau spitale. Multe persoane aveau preconcepția că mergi la spital doar dacă erai bolnav și, deci, nu apelau la metode contraceptive oferite de spitale.
57% dintre femeile cu vârsta între 15 și 44 de ani foloseau metode de contracepție (tradiționale sau moderne) în 1993. În 1999, procentul lor crește la 64%, arătând că planificarea familială funcționează. Cu toate acestea, un alt studiu spune că 52% din femei nu foloseau deloc contracepție în 1999.
Metodele moderne erau folosite de 9% dintre femei în 1993, procent ce crește apoi la 23% în 1990 și ajunge la 34% în 2004.
În 1999, 25% dintre femeile de vârstă reproductivă din România utilizau metode tradiționale de contracepție, cea mai populară fiind metoda retragerii, când partenerul își retrage organul genital înainte să ejaculeze în timpul actului sexual neprotejat. În 2004, 19% dintre femeile aflate la vârsta reproductivă foloseau metoda retragerii.
Doctorul Doina Bros a explicat pentru jurnalul Off Our Backs cum arăta contracepția în România în 1995, arătând că, deși statisticile se îmbunătățeau, România era departe de un sistem funcțional: „prezervativele puteau fi cumpărate din farmacii, dar bărbații români spuneau "nu simt la fel de mult" și (mai ales cei căsătoriți) nu le foloseau; se credea că steriletele provoacă cancer și că pilulele contraceptive îngrașă femeile. Mai mult, singurele pilule contraceptive disponibile trebuiau să fie aduse ilegal din Ungaria și costau până la jumătate din salariul pe o lună”.
În 2007, odată cu aderarea României la Uniunea Europeană, USAID s-a retras din a finanța programele de planificare familială, atribuția revenind Ministerului Sănătății.
În 2012, mai multor femei le-a fost aplicat un chestionar despre contracepție. Cele mai populare metode de contracepție în rândul femeilor de peste 35 de ani erau cele naturale/tradiționale precum metoda calendarului sau a retragerii. Cele între 15 și 35 de ani foloseau cel mai des prezervativul.
Jurnalul Decretului a efectuat o documentare a cabinetelor de planificare familială în 2021. Cerând informații despre numărul acestora Ministerului Sănătății, aceștia din urmă nu au putut oferi un răspuns în primă fază. Cererea a ajuns la Casa Națională de Asigurări de Sănătate, care avea în baza de date 9 cabinete de planificare familială și 15 medici.
Asociația Sexul vs Barza a centralizat situația cabinetelor de planificare familială din România. Prin infografice, ei au dezvăluit că, în 2020, funcționau 117 cabinete de planificare familială, cu 36 mai puține decât în 2014. Din cele 117, doar două ofereau contraceptive și prezervative gratuite.
Oferirea de contraceptive gratuite de către ginecolog era reglementată prin Subprogramul de sănătate a femeii - medicii puteau oferi contraceptive fără plată șomerilor, elevilor și studenților, beneficiarilor de ajutor social, femeilor din mediul rural sau care au efectuat un avort la cerere, precum și altor persoane fără venituri, care dau declarație pe propria răspundere în acest sens. Însă, realitatea arată că programul a primit finanțare doar în 2016 și 2017.
Cabinetele de planificare familială fac parte din rețeaua de stat, iar serviciile oferite ar trebui să poată fi accesate gratuit. Nu ai nevoie de bilet de trimitere.
În 2022, prin eforturile asociației Sexul vs Barza și ale partenerilor, au fost alocați 10 milioane de euro din Planul Național de Redresare și Reziliență pentru reabilitarea și dotarea cabinetelor de planificare familială.

### Propunerea de consiliere obligatorie în clinicile pentru „criza de sarcină”
Cabinete pentru criza de sarcină au luat ființa în America, după decizia istorică Roe v Wade care a legalizat avortul. Ele discutau cu femeile gravide care nu își doreau sarcina pentru a le oferi sprijin și alternative la avort - ofereau informații minimale despre procedură și, de cele mai multe ori, încercau să convingă persoana gravidă să păstreze sarcina. În 2019, erau în jur de 30 de centre pentru criza de sarcină în România. O parte sunt sub tutela Bisericii Ortodoxe Române, în timp ce cele mai multe sunt organizate de ONG-uri înființate de americani misionari neoprotestanți. Câteva dintre asociațiile care susțin centrele pentru criza de sarcină sunt Pregnancy Resource Center International, Global Partners Inc și Heartbeat International.
O investigație The Guardian a descoperit că din 22 de centre pentru criză de sarcină identificate în Transilvania, 14 erau finanțate de organizații de caritate din SUA.
În 2012, consilierea obligatorie în centre pentru criză de sarcină a fost propusă de către deputații Marius Dugulescu și Sulfina Barbu, cu sprijinul asociațiilor anti-avort. Femeile gravide aveau nevoie de un certificat de consiliere obținut dintr-un cabinet special pentru criza de sarcină înainte de a putea face întreruperi de sarcină. Se instituia o perioadă de așteptare de 5 zile. Certificatele de consiliere aveau în componență un paragraf care asocia avortul cu încetarea vieții umane: „Am fost informată că avortul înseamnă încetarea unei vieți, deoarece fătul este o ființă umană vie chiar din momentul concepției sale”. Proiectul de lege a fost respins.

## Avortul în timpul pandemiei de COVID-19
Pandemia de COVID-19 a afectat populația întregii lumi, iar femeile care doreau să facă un avort au reprezentat un număr mare de victime. În România, avortul este un subiect tabu în prezent, iar pandemia doar a pus mai multe piedici pentru aceste femei.
Un studiu făcut de Centrul FILIA în anul 2019 arăta că majoritatea spitalelor de stat refuzau să facă avorturi, astfel că, din din cele 160 de spitale publice care au dotări suficiente pentru întreruperi de sarcină, doar 40 răspundeau necondiționat acestei solicitări, în 36 de spitale nu se făceau avorturi în timpul sărbătorilor religioase, iar în alte 51 nu se făceau deloc.
Pandemia a agravat problema, iar pe 7 aprilie 2020, un ordin militar emis de Ministerul Afacerilor Interne a eliminat avortul la cerere din procedurile esențiale pe toată durata carantinei.
Datele colectate de la DSP-uri de către jurnaliștii de la „Jurnalul Decretului” au arătat că din 155 de spitale publice (județene, municipale și orășenești), în perioada aprilie-mai 2020, doar 30 au raportat efectuări ale avorturilor la cerere.
Andrada Cilibiu, membră a Centrului FILIA, a efectuat un sondaj neoficial în spitalele publice din România, sunând și pretinzând că este o femeie însărcinată care trebuie să facă un avort. Rezultatele au fost publicate pe site-ul ONG-ului.
Potrivit acestor date, în iunie 2020, 55 de spitale publice din cele 134 chestionate au declarat că fac avorturi. În aceeași lună, numărul a scăzut la 28 de spitale.  Institutul Național de Statistică a arătat că natalitatea României a crescut la sfârșitul anului 2020, iar numărul avorturilor a fost mai mic cu 35% față de cel din 2019.
O altă cercetare a Centrului FILIA, realizată în perioada 2020 - 2021, arată că din 171 de spitale care au răspuns, 59 de spitale au comunicat că fac întreruperi de sarcină la cerere, 69 nu fac deloc, iar nouă fac doar avort medicamentos. 
Din cei 802 medici specialiști în obstetrică-ginecologie care lucrează în spitalele care au răspuns, 275 fac întreruperi de sarcină la cerere (34%), conform răspunsului oficial din partea unităților medicale.
Astfel, în anul 2020 numărul avorturilor raportate arată astfel: 6052 de întreruperi de sarcină la cerere au fost raportate oficial de către spitalele care au răspuns; 3120 de întreruperi de sarcină terapeutice au fost raportate oficial de către spitalele care au răspuns; 114 întreruperi de sarcină medicamentoase au fost raportate oficial de către spitalele care au răspuns; 248 de chiuretaje după avort incomplet au fost raportate oficial de către spitalele care au răspuns; cinci cazuri de avorturi empirice au fost raportate oficial de către spitalele care au răspuns.
Câmpulung), până la maximum 780 de lei (costul unui avort cu anestezie generală la Spitalul Municipal Dr. Gheorghe Marinescu Târnăveni). Media prețului unui avort la cerere, conform datelor obținute de la aceste spitale prin intermediul Legii nr. 544/2001 este de 280 de lei.
Astfel, o femeie fără posibilități materiale și care nu reușește să găsească un loc la un spital de stat, va încerca o cale ocolită, mai ieftină, mai puțin sigură, dar care îi poate salva viitorul de accidentul unei sarcini întâmplătoare. Cercetarea ONG-ului menționat anterior a arătat că în 2021 cel puțin 99 de întreruperi s-au făcut pe piața neagră.
Femeile sunt încurajate să păstreze sarcina, nu doar de medici care invocă Codul de Deontologie Medicală, ci și de ONG-uri anti-avort care și-au construit centre de criză de sarcină.
Conform Forumului European pentru Drepturi Sexuale și Reproductive majoritatea fondurilor care sprijină mișcarea conservatoare împotriva drepturilor sexuale la nivel European provin chiar din UE. În perioada 2009-2018 următoarele sume de bani au fost investite în mișcarea anti-avort din Europa, inclusiv în România: 437,7 milioane de dolari de la persoane fizice și organizații din UE.